# سرو یون‌نان
سرو یون‌نان (نام علمی: Cupressus duclouxiana) نام یک گونه از سرده سرو است.